# Flurin Mück
Flurin Mück (* 1992 in Basel) ist ein Schweizer Jazzmusiker (Schlagzeug).

## Leben und Wirken
Mück erhielt im Alter von neun Jahren ersten Schlagzeugunterricht. Vier Jahre später wurde er mit dem zweiten Preis in der Kategorie Snaredrum beim „Schweizerischen Schlagzeug- und Perkussionistenwettbewerb“ ausgezeichnet. Er spielte  in mehreren Jugendorchestern und Bands, um dann sein Bachelor-Jazzstudium an der Hochschule für Musik Basel zu absolvieren. Von 2015 bis 2017 vertiefte er es im Masterstudiengang an der Hochschule für Musik und Theater München.
Von 2011 bis 2015 begleitete Mück mit The Kitchenettes die Schweizer Soulsängerin Nicole Bernegger. Er ist Mitglied der bayerischen Band Dreiviertelblut; auch gehörte er zu Florian Pauls Kapelle der letzten Hoffnung (Dazwischen) sowie der Hannah Weiss Group. Im Quartett Stricks spielte er mit Luluk Purwanto, Sam Hylton und Ludwig Kloeckner. Weiterhin begleitete er den Jazztrompeter Gero Hensel und gehört zu Gerd Baumanns Band „Cosmic Roundabout“. Er ist auch auf den Alben Moments of Resonance von Ralph Heidel und Marimba Drum Herum von Erich Fischer zu hören und an der Produktion Barock in Blue des Münchner Motettenchors beteiligt.
Mit Florian Paul und seiner Kapelle der letzten Hoffnung wurde er 2020 mit dem von der Hanns-Seidel-Stiftung verliehenen „Nachwuchsförderpreis für junge Liedermacher“ ausgezeichnet.